# Emile Berliner
Emile Berliner, född 20 maj 1851 i Hannover, död 3 augusti 1929 i Washington, D.C., var en tysk-amerikansk uppfinnare som uppfann grammofonen.
Han emigrerade till USA 1870 och blev amerikansk medborgare 1881. Bland hans uppfinningar märks mikrofonen 1877, senare utvecklad praktiskt av Alexander Graham Bell, samt grammofonen 1887. Han utarbetade och fulländade också en metod att ta kopior av inspelade grammofonskivor, och konstruerade en explosionsmotor med roterande cylindrar, och var den förste som vid flygtekniska experiment använde sig av en sådan motor 1908.
I sin födelsestad Hannover startade han 1898 Deutsche Grammophon Gesellschaft, ett företag som överlevt två världskrig. Berliner Grammophone Company blev senare RCA Victor, som var ett världsföretag inom grammofonindustrin.